# Renia nebulosa
Renia nebulosa là một loài bướm đêm trong họ Noctuidae.